# Roman Strzałkowski
Roman Strzałkowski, Romek Strzałkowski (ur. 20 marca 1943 w Warszawie, zm. 28 czerwca 1956 w Poznaniu) – polski uczeń, ofiara Poznańskiego Czerwca.
Był uczniem VII klasy Szkoły Podstawowej nr 40 w Poznaniu (wcześniej został wyrzucony z Państwowej Szkoły Muzycznej I stopnia im. Karola Kurpińskiego w Poznaniu za złe sprawowanie, następnie w chwili śmierci w trakcie ponownego przenoszenia), który zginął w wieku 13 lat od kuli w czasie szturmu robotników na gmach Komitetu do spraw Bezpieczeństwa Publicznego podczas Poznańskiego Czerwca.
Jego śmierć urosła do rangi symbolu Poznańskiego Czerwca 1956. Owiana jest legendą, którą trudno oddzielić od rzeczywistości. Nie ustalono czy zginął podczas ataku na siedzibę Wielkopolskiego Urzędu Bezpieczenstwa w Poznaniu na ulicy Kochanowskiego, ciało przeniesiono na ulicę Mylną i posadzono na krześle w podwórku. Urząd a obecnie Komenda Policji znajduje się między ulicami Kochanowskiego, Mansfelda i Mylną (obecnie ten odcinek Mylnej nazywa się Romka Strzałkowskiego.) Stacja zagłuszająca była na innym budynku, obecnie ZUS na Dąbrowskiego. Fakt niewyjaśnionej śmierci w pobliżu siedziby Urzędu Bezpieczeństwa, jak i sposób znalezienia ciała przyczyniły się do uznania jej za jeden z symboli Poznańskiego Czerwca.

## Wersje wydarzeń
Według zeznań części świadków, podczas demonstracji (ostrzeliwanej w tym czasie przez funkcjonariuszy Urzędu Bezpiczeństwa) chłopiec przejął flagę od rannej tramwajarki, Heleny Przybyłek, która w jednej z relacji powiedziała (co potwierdziła druga tramwajarka, Stanisława Sobańska):
„O godzinie 9 zatrzymano tramwaje i wszystkich do pochodu. I my w tym pochodzie żeśmy szły. (...) Przechodziłyśmy ulicą Dąbrowskiego i Kochanowskiego. Na Kochanowskiego jakiś mężczyzna doszedł do nas i sztandar nam dał. I w chwili, gdy ten sztandar wzięłam i idę, zostałam ranna w obie nogi. Upadłam. Podleciał chłopiec i podniósł sztandar. Wtedy nie wiedziałam, że to był Romek.”
Według innych relacji Romek miał nieść transparent z napisem: „Chcemy religii w szkole” (być może miało to miejsce przed przejęciem flagi). Następnie, według zeznań różnych świadków, został zabity strzałem w klatkę piersiową, który padł z gmachu UB, lub zginął w późniejszym czasie w jednym z garaży na terenie bazy transportowej UB.
Według najnowszych badań, zgodnych z zeznaniami innych świadków, najbardziej prawdopodobna jest druga wersja, według której Strzałkowski zginął przypadkowo bądź został zastrzelony 28 czerwca 1956 o godz. 12:15 na terenie dyspozytorni UB, gdzie znaleziono jego ciało, przez funkcjonariuszkę UB, Teofilę Kowal (jak się później okazało, był to pseudonim nadany jej przez milicję i sąd w czasie procesu sądowego w październiku 1956, w obawie przed linczem).

### Rola Teofili Kowal
Teofila Kowal pracowała wówczas w poznańskich zakładach „Stomil”. Jej narzeczony był także funkcjonariuszem UB. 28 czerwca została zatrzymana przez milicję na terenie dyspozytorni UB – w jej torebce znaleziono pistolet. Z niewyjaśnionych powodów prokuratura nie wykonała ekspertyzy balistycznej i nie sprawdzono, czy z tej broni padł strzał. Kobieta nie potrafiła też wytłumaczyć, dlaczego znalazła się na terenie dyspozytorni i co tam przez kilka godzin robiła. Po wznowieniu śledztwa w sprawie Strzałkowskiego przez poznański IPN, nie udało się przesłuchać Teofili Kowal, gdyż zmarła w 2005. W zeznaniach z 1957, Teofila Kowal kilkukrotnie zmieniała zeznania w sprawie śmierci Strzałkowskiego. Najpierw stwierdziła, iż zginął, gdy przebywał na otwartej przestrzeni pomiędzy garażami UB. Następnie powiedziała, iż miało to miejsce w samych garażach, w budynku dyspozytorni UB. W jej relacjach Strzałkowski zginął od kuli z zewnątrz, od pocisku wystrzelonego przez demonstrantów z pobliskiego budynku Ubezpieczalni Społecznej. Po śmierci miała umieścić zwłoki chłopca w pozycji siedzącej na krześle.

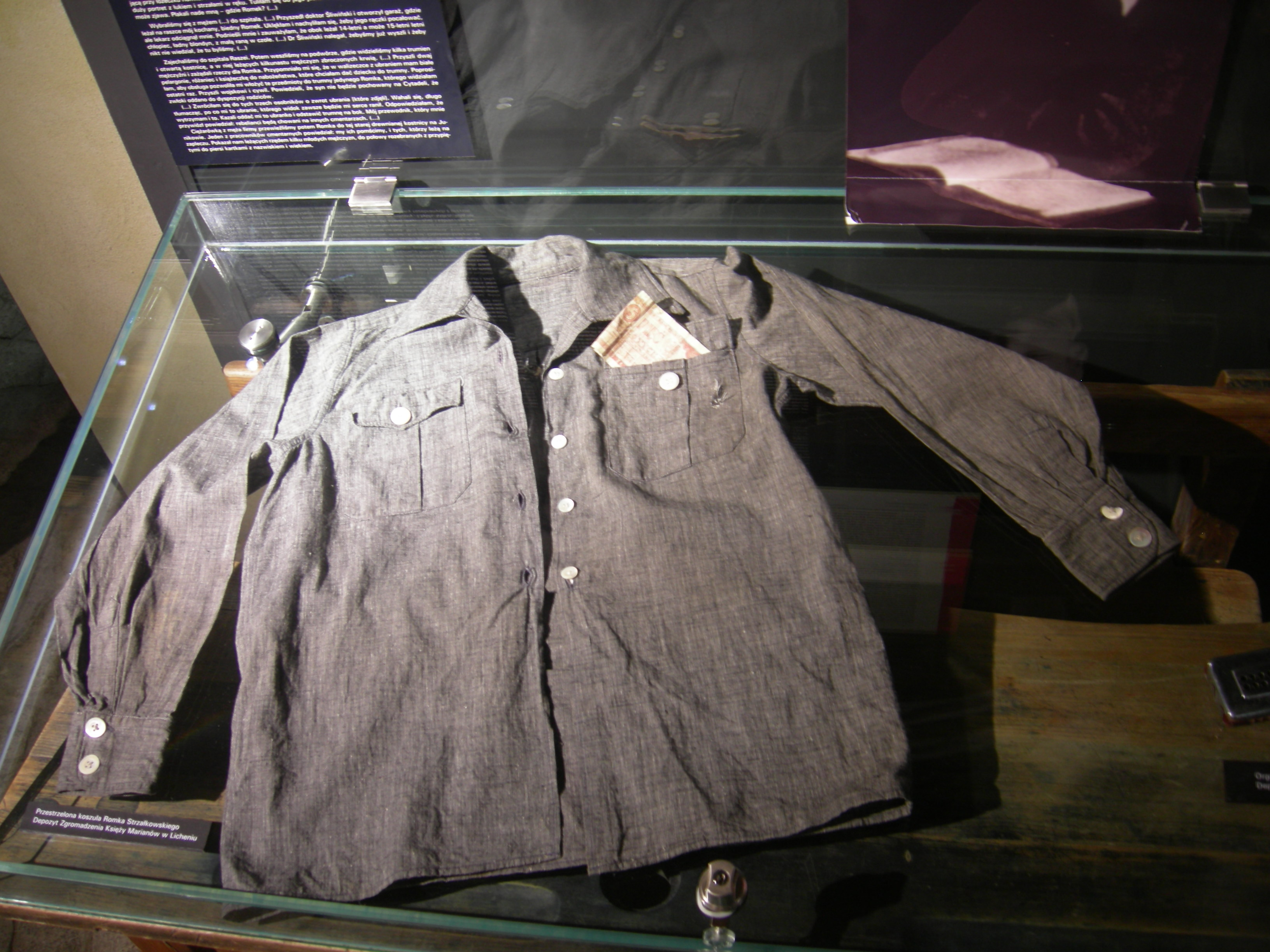
Przestrzelona koszula Romka Strzałkowskiego

Również i ta część zeznań Teofili Kowal okazała się niezgodna z faktycznym stanem rzeczy. Jeden ze świadków, Marian Kubicki, stwierdził, iż o godzinie 15 (prawie 3 godziny po śmierci Strzałkowskiego) nie widział ciała na krześle w garażu. Potwierdziły to również późniejsze informacje WUBP – ciało Romana Strzałkowskiego zostało przeniesione do budynku UB, nakryte pościelą i po odcieknięciu krwi i zakrzepnięciu ran postrzałowych usadowione w garażu na krześle. W późniejszych oględzinach biegłych potwierdzono wersję WUBP, stwierdzając, iż krew nie ściekała w dół, gdyż ślady były tylko na koszulce chłopca, a więc nie mógł on siedzieć na krześle przez dłuższy czas po śmierci.
Wersji Teofili Kowal zaprzeczyli również biegli z Zakładu Medycyny Sądowej w Poznaniu, stwierdzając, iż strzał oddany był od dołu ku górze z niskiego poziomu (rana wylotowa znajdowała się wyżej od wlotowej, a kanał postrzałowy, którym przeszła kula, skierowany był ukośnie od lewej strony klatki piersiowej ku górze). Niemożliwe jest zatem, iż strzał został oddany spoza budynku dyspozytorni, gdyż rana wlotowa musiałaby być wyżej od rany wylotowej, a kanał postrzałowy przebiegać ukośnie w dół. W ekspertyzie końcowej zespół biegłych stwierdził m.in.:
 „(...) strzał powodujący zranienie mógł być oddany jedynie w dyspozytorni garażowej, w której znajdował się denat w chwili zranienia”.
Ustalenia te uczyniły zeznania Teofili Kowal całkowicie niewiarygodnymi i sugerowały, iż złożyła ona zeznania na podstawie wskazówek, udzielanych jej przez funkcjonariuszy WUBP. Ojciec Romana, Jan Strzałkowski, na podstawie dalszych ustaleń Zakładu Medycyny Sądowej, stwierdzających, iż tor pocisku przebiegał pod takim kątem, nachyleniem i z niskiego poziomu, tak że w normalnych warunkach musiałby uderzyć w rękę chłopca lub w rękaw koszulki, przypuszczał, wobec braku takich śladów, iż syn musiał mieć podniesione ręce w czasie poprzedzającym śmierć. W związku z tym podejrzewał, iż śmierć Strzałkowskiego mogła być egzekucją, jednakże brak jednoznacznych dowodów nie pozwala na postawienie takiego wniosku. Śmierć mogła nastąpić np. w czasie szarpaniny (Roman, według relacji niektórych członków bliskiej rodziny Strzałkowskich, był chłopcem dość impulsywnym).
Uznano, iż Teofila Kowal dopuściła się przestępstwa świadomie, składając nieprawdziwe informacje i, z inicjatywy rodziców Strzałkowskiego, rozpoczęto w Prokuraturze Wojewódzkiej w Poznaniu przeciwko niej śledztwo, zakończone sformułowaniem aktu oskarżenia (dopuszczenie się przestępstwa z art. 140 par. 1 k.k.). Nieoczekiwanie postępowanie zostało jednak umorzone bez podania istotnych przyczyn. Jan Strzałkowski napisał wtedy zażalenie do Prokuratury Generalnej w Warszawie z prośbą o podanie przyczyn i prawnego uzasadnienia umorzenia śledztwa, jednak nigdy nie dostał żadnej odpowiedzi. Z kolei matka chłopca, Anna Strzałkowska, próbowała dostać się do Władysława Gomułki, nie wpuszczono jej jednak do budynku, w którym przebywał. Prokuratura odmówiła także zwrotu zakrwawionej koszuli ze śladami kul, będącej jednym z głównych dowodów w sprawie śmierci Strzałkowskiego (m.in. zaprzeczającej wersji wydarzeń, podawanej przez Teofilę Kowal).
Koszula Romka Strzałkowskiego, w której zginął chłopiec ze śladem po kuli na lewej piersi została przekazana przez jego matkę, Annę Strzałkowską ks. Józefowi Jarzębowskiemu MIC. Ksiądz przechowywał pamiątkę w muzeum w mariańskiej placówce w Fawley Court (pod Londynem, w Anglii). Następnie, gdy muzeum oraz szkoła prowadzona tam przez duchownych z polskiego zgromadzenia księży marianów zostały zlikwidowane, całe zbiory przeniesiono do innej mariańskiej placówki – Sanktuarium Matki Bożej Bolesnej Królowej Polski w Licheniu Starym. Koszulka wraz z innymi eksponatami znajduje się w otwartym w 2010 roku Muzeum im. ks. Józefa Jarzębowskiego w słynnej bazylice w Licheniu Starym. Zabytkowe ubranie co pewien czas jest wypożyczane do Muzeum Powstania Poznańskiego – Czerwiec 1956.

## Sprawa nekrologu
Pogrzeb Romka Strzałkowskiego odbył się 2 lipca 1956 r. na cmentarzu junikowskim o godzinie 17.00. Oficjalnie jednak informacje te zostały zmodyfikowane. 1 lipca ukazał się Głos Wielkopolski, w którym zmieniono godzinę pochówku na 8:00, pomijając fakt, iż zmarły był uczniem Szkoły Podstawowej nr 40 w Poznaniu. Dodatkowo zniekształcono cyfry określające wiek. Cyfrę 3 można było odczytać jako 8 (Romek zmarł w wieku trzynastu lat). Fakt ten tłumaczono jako nieumyślny błąd w korekcie.
Na podstawie protokołów z przesłuchań w sprawie śmierci Romana Strzałkowskiego jest możliwość ustalenia, w jaki sposób doszło do podania fałszywych informacji w prasie. Józef Konecki, redaktor „Głosu Wielkopolskiego” zeznaje: „podjąłem decyzję zniekształcenia wieku chłopca w nekrologu i usunięcia słów „uczeń szkoły podstawowej”, przeciwstawiając się usunięciu z numeru całego nekrologu, jak proponował red. Flejsierowicz”. Dokonane zmiany uzasadnia tym, że oficjalny komunikator PAP-u informuje o braku ofiar wśród kobiet i dzieci w wypadkach poznańskich i dodaje, że nie miał udziału w modyfikacji innych informacji. Treść nekrologu ułożył Mieczysław Pucki, sąsiad państwa Strzałkowskich i przewodniczący Komitetu Rodzicielskiego SP nr 40, który oświadcza, że do redakcji gazety złożył kompletne i prawdziwe informacje. Henryk Kamza, redaktor techniczny „Głosu Wielkopolskiego”, zeznaje, że otrzymał polecenie od redaktora Mariana Flejsierowicza, by pominąć informację o szkole i zniekształcić wiek.
Czy i kto faktycznie zlecił dokonanie zmian, nie wiadomo.

## Wydarzenia po śmierci Strzałkowskiego

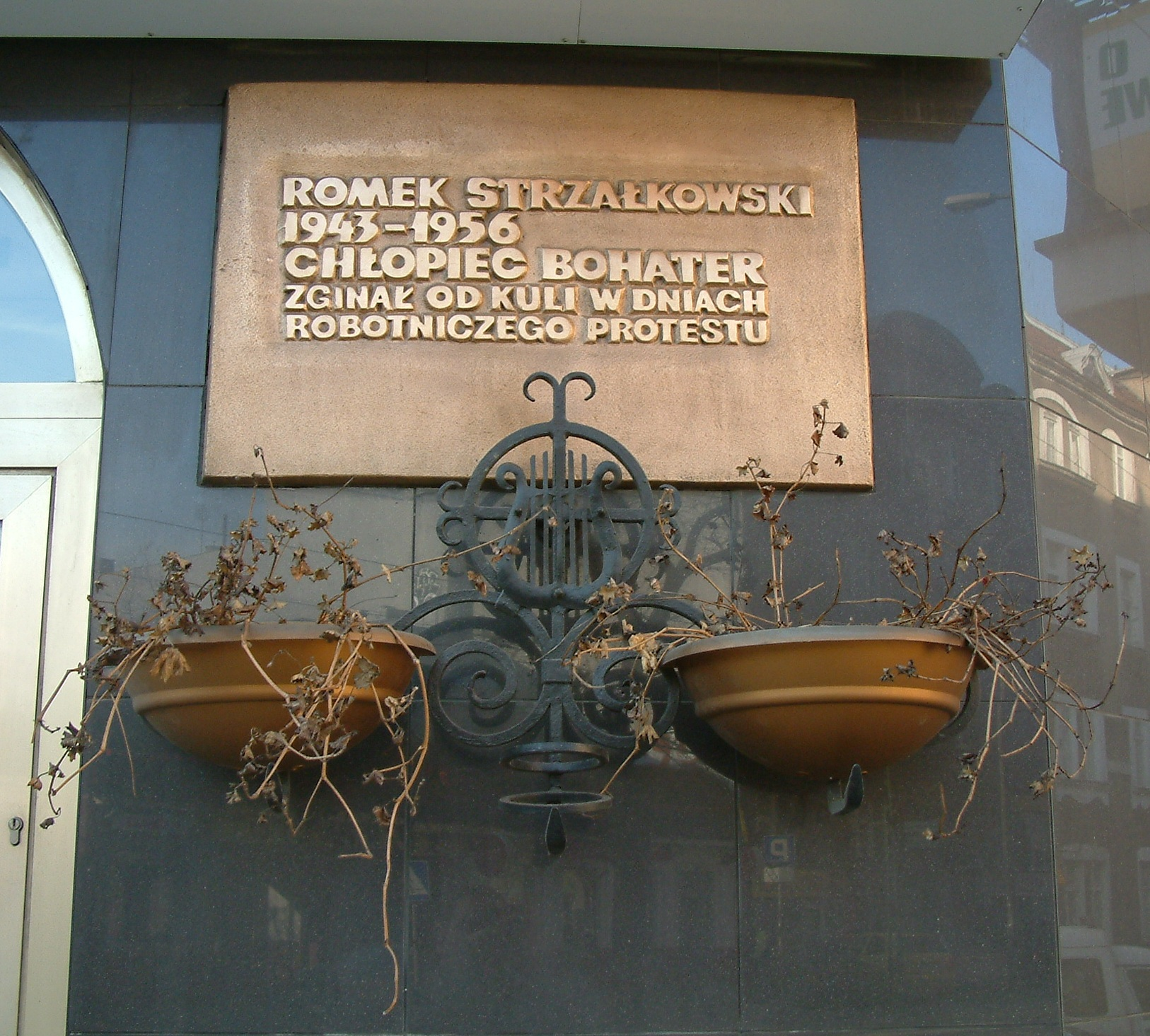
Tablica na narożniku ulic J.H. Dąbrowskiego i Romka Strzałkowskiego

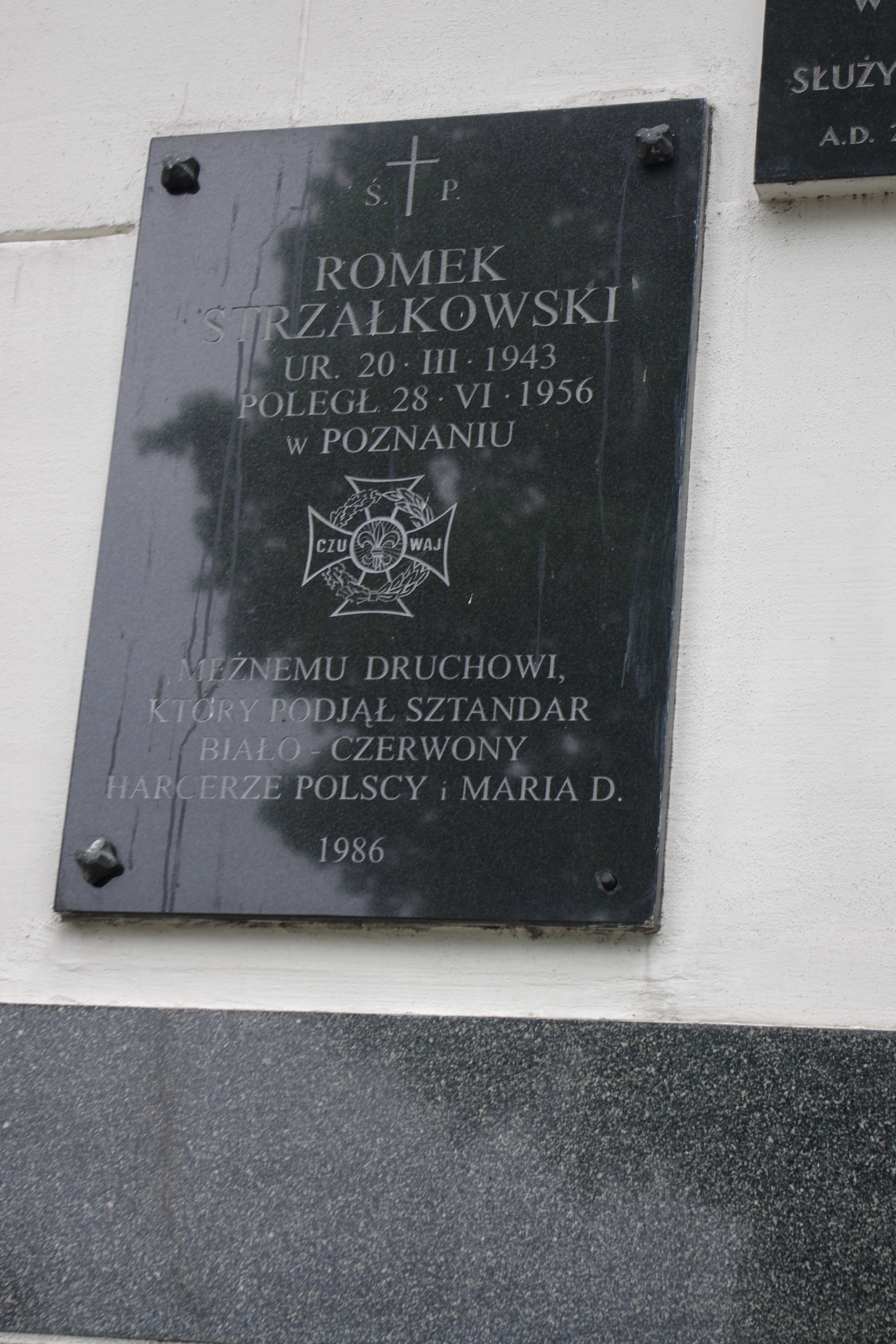
Tablica upamiętniająca Romana Strzałkowskiego na kościele św. Karola Boromeusza na warszawskich Powązkach

Rodzice Strzałkowskiego zostali poddani przez funkcjonariuszy WUBP inwigilacji – śledzono ich i fotografowano. Matkę Romana usiłowano siłą wciągnąć do samochodu, a do jego ojca strzelano podczas jednej z wizyt na cmentarzu przy grobie syna.
28 czerwca 1981 w Poznaniu odsłonięto pamiątkową tablicę pamięci Strzałkowskiego, zaś część ulicy Mylnej nazwano jego imieniem. Przy ulicy Młyńskiej w Poznaniu znajduje się pomnik Dzieci Czerwca 1956 upamiętniający m.in. Strzałkowskiego.
Poznański IPN nadal prowadzi śledztwo w tej sprawie.